# Cristallo colloidale
Un cristallo colloidale è un aggregato ordinato di particelle, analogo a un cristallo standard le cui sottounità che si ripetono sono atomi o molecole. Un esempio naturale di questo fenomeno può essere trovato nella opale, dove le sfere di silice assumono una impacchettamento compatto localmente come struttura periodica sotto moderata compressione. Le proprietà di un cristallo colloidale dipendono dalla composizione, dimensione della particella, disposizione dell'impacchettamento, e grado di regolarità. Le applicazioni comprendono la fotonica, lavorazione dei materiali, e lo studio di auto-assemblaggio e transizioni di fase.

## Introduzione
Un cristallo colloidale è un aggregato altamente ordinato di particelle che possono essere formate in un campo esteso (fino a circa un centimetro). Le aggregazioni di questo tipo sembrano essere analoghe alle loro equivalenti atomiche o molecolari con considerazioni di graduazione propria. Un buon esempio naturale di questo fenomeno può essere trovato nel prezioso opale, dove le regioni brillanti di puro colore spettrale risultano costituite da domini impacchettati compatti di sfere colloidali di diossido di silicio amorfo, SiO2 (vedi sopra illustrazione). Le particelle sferiche precipitano in pozze (pools) fortemente silicee formando aggregati altamente ordinati dopo anni di sedimentazione e compressione sotto forze idrostatiche e gravitazionali. Gli aggregati periodici di particelle sferiche producono simili aggregati di vuoti interstiziali, i quali agiscono come un reticolo di diffrazione naturale per le onde luminose nei cristalli fotonici, specialmente quando la spaziatura interstiziale è dello stesso ordine di grandezza dell'onda di luce incidente.

## Origini
Le origini dei cristalli colloidali risalgono alle proprietà meccaniche della sol di bentonite, e alle proprietà ottiche degli strati di Schiller in sol di ossido di ferro. Si suppone che le proprietà siano dovute all'ordinamento di particelle inorganiche monodisperse. Esistono in natura colloidi monodispersi, capaci di formare aggregati ordinati a lungo raggio. La scoperta di W.M. Stanley delle forme cristalline dei virus del tabacco e del pomodoro ne forniscono degli esempi. Usando metodi di diffrazione a raggi X, venne successivamente determinato che quando si concentravano centrifugando sospensioni diluite d'acqua, queste particelle virali spesso si auto-organizzano in aggregati altamente ordinati.
Le particelle a forma di bastoncino nel virus del mosaico del tabacco potrebbe formare un reticolo bidimensionale triangolare, mentre una struttura cubica veniva formata dalle particelle quasi sferiche nel virus Bushy Stunt del pomodoro. Nel 1957, una lettera che descrive la scoperta di "un virus di insetto cristallizzabile" venne pubblicata nella rivista Nature. Conosciuto come Virus della Tipula Iridiscente, dagli aggregati sia quadrati che triangolari che si realizzano sulle facce del cristallo, gli autori ne derivano l'impacchettamento compatto con faccia a forma cubica delle particelle virali. Questo tipo di aggregato ordinato è stato anche osservato nelle sospensioni cellulari, dove la simmetria è ben adattata al modo di riproduzione dell'organismo. Il contenuto limitato di materiale genetico pone una restrizione alla dimensione della proteina per la sua codificazione. L'uso di un grande numero delle stesse proteine per costruire un guscio protettivo è conforme alla lunghezza limitata di contenuto di RNA o DNA.
Si è saputo per molti anni che, a causa delle interazioni repulsive di Coulomb, le macromolecole caricate elettricamente in un ambiente acqueo possono mostrare delle correlazioni di simil-cristallo a lungo raggio essendo spesso le distanze di separazione interparticella considerevolmente maggiori del diametro della singola particella. In tutti i casi che si verificano in natura, la stessa iridescenza viene causata dalla diffrazione e interferenza costruttiva delle onde luminose visibili che ricadono sotto la legge di Bragg.
A causa della rarità e delle proprietà patologiche, né l'opale né qualsiasi virus organico è mai stato molto popolare nei laboratori scientifici. Il numero di esperimenti che esplorano la fisica e la chimica di questi “cristalli colloidali” sono emersi come risultato di metodi semplici evolutisi in 20 anni per preparare colloidi monodispersi sintetici, polimeri e minerali, e, attraverso vari meccanismi, implementando e preservando la loro formazione di ordine a lungo raggio.

## Tendenze
I cristalli colloidali stanno ricevendo un'attenzione sempre maggiore, dovuta generalmente ai loro meccanismi di ordinamento ed auto-assemblaggio, moto cooperativo, strutture simili a quelle osservate nella materia condensata sia di liquida che di solidi, e transizioni di fase strutturali. L'equilibrio di fase è stato considerato dentro il contesto delle loro similarità fisiche, con appropriata graduazione, ai solidi elastici. Le osservazioni della distanza di separazione interparticella ha mostrato un decremento della disposizione. Ciò porta a una rivalutazione delle credenze di Langmuir riguardo all'esistenza di una componente attrattiva a lungo raggio nel potenziale interparticella.

I cristalli colloidali hanno trovato applicazione in ottica come cristalli fotonici. La fotonica è la scienza della generazione, controllo e rilevamento dei fotoni (pacchetti di luce), particolarmente nel visibile e quasi infrarosso, ma anche estesa all'ultravioletto, infrarosso e lontane porzioni IR dello spettro elettromagnetico. La scienza della fotonica comprende l'emissione, trasmissione, amplificazione, rilevamento, modulazione, e variazione (switching) di onde luminose in un ampio campo di frequenze e lunghezze d'onda. I mezzi fotonici includono componenti elettro-ottici come laser (Light Amplification by Stimulated Emission of Radiation) e fibra ottica. Le applicazioni comprendono telecomunicazioni, elaborazione dell'informazione, illuminazione, spettroscopia, olografia, medicina (chirurgia, correzione della vista, endoscopia), tecnologia militare (missile guidato), agricoltura e robotica.
Le strutture colloidali policristalline sono state identificate come gli elementi di base della scienza dei materiali colloidali submicrometrici.
L'auto-assemblaggio molecolare è stato osservato in vari sistemi biologici e soggiace alla formazione di un'ampia varietà di complesse strutture biologiche. Questo comprende una classe emergente di biomateriali meccanicamente superiore basata sulle caratteristiche microstrutturali e modelli trovati in natura.
Le caratteristiche meccaniche principali e le strutture di ceramiche biologiche, polimeri compositi, elastomeri, e materiali cellulari vengono ad essere rivalutati, con un'enfasi per le strutture e i materiali bioinalati. Gli approcci tradizionali si focalizzano sui metodi di progettazione di materiali biologici usando materiali sintetici convenzionali. Questi usi sono stati identificati nella sintesi di materiali bioinalati attraverso processi che sono caratteristici di sistemi biologicici che si trovano in natura. Ciò comprende l'auto-assemblaggio su scala nanometrica dei componenti e lo sviluppo di strutture gerarchiche.

## Teoria e antecedenti
L'aggregazione in dispersioni colloidali (o sospensioni stabili) sono state caratterizzate dal grado di attrazione interparticella. Per le forti attrazioni relative all'energia termica (data in kT), il moto browniano produce in modo irreversibile strutture a fiocchi (flocculated) con tassi di crescita limitati dal tasso della diffusione della particella. Questo conduce a una descrizione utilizzando tali parametri come il grado di decadimento, ramificazione o dimensionalità frattale. Un modello di crescita reversibile è stato costruito modificando il modello di aggregazione cluster-cluster con un'energia di attrazione inter-particella finita.

In sistemi dove le forze di attrazione sono conservate in un qualche grado, un bilanciamento di forze conduce a una separazione di fase in equilibrio, cioè le particelle coesistono con potenziale chimico uguale in due fasi strutturali distinte. Il ruolo della fase ordinata come un solido colloidale elastico è stato evidenziato dalla deformazione elastica (o reversibile) dovuta alla forza di gravità. Questa deformazione può essere quantificata dalla distorsione del parametro di rete, o spaziatura inter-particella.
I reticoli ordinati in modo periodico si comportano come solidi viscoelastici lineari quando sono soggetti a piccole deformazioni meccaniche di ampiezza. Il gruppo di Okano in modo sperimentale collegava i moduli di taglio alla frequenza di modi di taglio inattivo (standing) usando tecniche di risonanza meccanica nel campo dell'ultrasuono (da 40 a 70 kHz). In esperimenti oscillatori a frequenze più basse (< 40 Hz), sono stati osservati il modo fondamentale di vibrazione come pure ipertoni (o armonici) parziali molto più alti di frequenza. Strutturalmente, la maggior parte dei sistemi mostra una chiara instabilità verso la formazione di domini periodici di ordine relativi a corto raggio. Su una ampiezza critica di oscillazione, la deformazione plastica è il modo primario di riordinamento strutturale.
Le transizioni di fase di equilibrio (per es. ordine/disordine), un'equazione di stato, e la cinetica della cristallizzazione colloidale sono state tutte attivamente studiate, portando allo sviluppo di diversi metodi per controllare l'auto-assemblaggio delle particelle colloidali. Gli esempi comprendono l'epitassia colloidale e tecniche a ridotta gravità basate sullo spazio, come pure l'uso di gradienti di temperatura per definire un gradiente di densità. Questo è talvolta un intuitivo contatore dato che la temperatura non gioca un ruolo nel determinare il diagramma di fase della sfera dura (hard-sphere). Tuttavia, i cristalli a singola "sfera dura" (3 mm di dimensione) sono stati ottenuti da un campione in un regime di concentrazione che rimarrebbe allo stato liquido in assenza di un gradiente di temperatura.
Usando un unico cristallo colloidale, la dispersione fononica dei modi normali dei modi di vibrazione venivano investigati utilizzando la spettroscopia di correlazione di fotone, (o diffusione dinamica della luce (dynamic light scattering). Questa tecnica fa assegnamento sul rilassamento o decadimento di fluttuazioni di concentrazione (o densità). Questi vengono spesso associati con i modi longitudinali nel campo acustico. Un incremento peculiare nella velocità (e perciò nel modulo elastico) dell'onda sonora tramite un fattore di 2,5 è stato osservato nella transizione strutturale da liquido colloidale a solido colloidale, o punto di ordinamento.
Usando un unico cristallo colloidale incentrato su un corpo cubico, il verificarsi delle linee di Kossel in modelli di diffrazione venne utilizzato per monitorare la nucleazione iniziale e il moto conseguente che causava la distorsione del cristallo. Le deformazioni continue od omogenee si verificavano oltre il limite elastico producendo 'un cristallo fluttuante', dove la densità del sito di nucleazione aumentava significativamente con l'incremento della concentrazione di particelle. La dinamica del reticolo è stata studiata sia in modo longitudinale che trasversale. La stessa tecnica venne utilizzata per valutare il processo di cristallizzazione vicino al bordo di un tubo di vetro. Il precedente può essere considerato analogo a un evento di nucleazione omogeneo, dal momento che l'ultimo sarebbe chiaramente considerato un evento di nucleazione eterogeneo, essendo catalizzato dalla superficie del tubo di vetro.
La diffusione di luce del laser a piccolo angolo ha fornito informazioni riguardo alle fluttuazioni di densità spaziale o la forma della crescita dei granuli di cristallo. Inoltre, la microscopia a scansione laser confocale è stata utilizzata per osservare la crescita vicino alla superficie del cristallo. Sono state indotte onde trasversali elettro-ottiche da un impulso di ac, e monitorate dalla spettroscopia di riflessione come pure la diffusione di luce. La cinetica della cristallizzazione colloidale è stata misurata quantitativamente, con tassi di nucleazione dipendenti dalla concentrazione di sospensione. In modo simile, sono stati mostrati che i tassi di crescita del cristallo decrescono linearmente con l'incremento della concentrazione reciproca.
Gli esperimenti eseguiti in microgravità sulla Space Shuttle Columbia suggeriscono che la tipica struttura cubica incentrata sulla faccia (face-centered) può essere indotta da tensioni gravitazionali. I cristalli tendono a mostrare la struttura hcp (hexagonal close-packed) soltanto (mucchi casuali di piani di cristalli impacchettati compatti esagonalmente), in contrasto con un miscuglio di (rhcp) e impacchettamento cubico incentrato sulla faccia quando il tempo sufficiente permetteva di giungere a un equilibrio meccanico sotto forze gravitazionali terrestri. Campioni colloidali vetrosi (disordinati o amorfi) si sono pienamente cristallizzati in microgravità in meno di due settimane.
Reticoli bidimensionali (pellicola sottile) semi-ordinati sono stati studiati usando un microscopio ottico, come pure quelli raccolti in superfici di elettrodo. Il microscopio video digitale ha rilevato l'esistenza di una fase esatica (hexatic) di equilibrio come pure fortemente una transizione di fase di primo-ordine da liquido-a-esatico ed da esatico-a-solido. Queste osservazioni sono in accordo con la spiegazione secondo cui la fusione può procedere tramite uno scioglimento di un paio di dislocazioni di reticolo.
L'ordine a lungo raggio è stato osservato in pellicole sottili di liquidi colloidali sotto olio con il bordo sfaccettato di un singolo cristallo emergente in allineamento con il modello diffuso striante (streaking) nella fase liquida. Sono stati direttamente osservati difetti strutturali nella fase solida ordinata come pure nell'interfaccia delle fasi solide e liquide. Sono stati osservati difetti del reticolo mobile attraverso le riflessioni di Bragg, dovuti alla modulazione delle onde luminose nel campo di tensione del difetto e la sua energia tensiva elastica immagazzinata.
Tutti gli esperimenti hanno portato almeno a una comune conclusione: i cristalli colloidali possono in verità imitare il loro equivalente atomico su scale appropriate di lunghezza (spaziale) e tempo (temporale). Sono stati riportati difetti di flash in un batter d'occhio in pellicole sottili di cristalli colloidali sotto olio usando un semplice microscopio ottico (biologico). Ma quantitativamente misurando il tasso della sua propagazione si fornisce una sfida completamente differente, da qualche parte misurata vicina alla velocità del suono.

## Applicazioni

### Fotonica
Tecnologicamente, i cristalli colloidali hanno trovato applicazione nel mondo dell'ottica come materiali per la banda proibita fotonica (PBG, Photonic Band Gap) (o cristalli fotonici). Opali sintetici come pure configurazioni di opale inverso si sono formati tramite sedimentazione naturale o per mezzo di forze applicate, ottenendo entrambi risultati similari: strutture ordinate a lungo raggio che forniscono un reticolo di diffrazione per le onde luminose con lunghezza d'onda comparabile alla dimensione della particella.
Nuovi materiali PBG sono stati formati da compositi opale-semiconduttore-polimero, in genere utilizzando il reticolo ordinato per creare un aggregato ordinato di buchi (o pori) lasciato dietro dopo la rimozione o decomposizione delle particelle originali. Le residuali strutture ad alveare forniscono un relativo indice di rifrazione (rapporto di matrice ad aria) sufficiente per filtri selettivi. I liquidi ad indice variabile o cristalli liquidi iniettati dentro la rete alterano il rapporto e la banda proibita.
Tali mezzi sensibili alla frequenza possono essere ideali per la commutazione ottica e filtri selettivi di frequenza utilizzati nell'ultravioletto, visibile, o in porzioni di infrarosso, come pure in antenne con più alta efficienza per le microonde e per le frequenze di onde millimetriche.

### Lavorazione delle ceramiche
Nella lavorazione delle ceramiche sottili, le forme e le dimensioni della particella irregolare in una polvere tipica spesso conducono a morfologie di impacchettamento non-uniformi che risultano nelle variazioni della densità di impacchettamento nella polvere compatta. L'agglomerato incontrollato di polveri, dovuto alle forze attrattive di Van der Waals, può anche insorgere nella disomogeneità microstrutturale. Tensioni differenziali che si sviluppano, con il risultato di un restringimento non-uniforme dovuto all'essiccamento, sono direttamente correlate al tasso con cui il solvente può essere rimosso, e perciò strettamente dipendente dalla distribuzione della porosità. 
Tali tensioni sono state associate con una transizione da plastico-a-friabile nei corpi solidificati, e possono causare propagazione di fessure nei corpi non cotti (unfired) se non mitigate.
Ogni fluttuazione nella densità di impacchettamento nella polvere compatta così come viene preparata per il forno viene spesso amplificata durante il processo di sinterizzazione, ottenendo un addensamento disomogeneo. Sono noti alcuni pori e altri difetti associati alle variazioni di densità che giocano un ruolo pregiudizevole nel processo di sinterizzazione a causa della crescita e perciò delle densità limitate nel punto finale. Si è visto che tensioni differenziali sorgenti dalla densificazione disomogenea risultano anche nella propagazione di fratture interne, perciò diventando la forza che controlla le screpolature.
Le polveri monodisperse di silice colloidale, per esempio, possono dunque essere sufficientemente stabilizzate per assicurare un alto grado di ordine nel cristallo colloidale o solido colloidale policristallino che risulta dall'aggregazione o da metodi di consolidazione controllata.
Il grado di ordine sembra essere limitato dal tempo e dallo spazio. Tali strutture policristalline colloidali difettive sembrano essere gli elementi di base della scienza dei materiali colloidali submicrometrici, e, dunque, sono il primo passo nello sviluppo di una comprensione più rigorosa dei meccanismi coinvolti nell'evoluzione microstrutturale in sistemi inorganici come le ceramiche policristalline.

### Auto-assemblaggio
L'auto-assemblaggio molecolare è il termine in uso più comune nella moderna comunità scientifica per descrivere la spontanea aggregazione di particelle (atomi, molecole, colloidi, micelle, ecc.) senza alcuna influenza causata da forze esterne. Si sa che vasti gruppi di tali particelle si auto-assemblano in aggregati ben definiti strutturalmente, termicamente stabili, che ricordano abbastanza uno dei 7 sistemi cristallini trovati in metallurgia e mineralogia (per es. il cubico incentrato sulla faccia, il cubico incentrato sul corpo, ecc.). La differenza fondamentale in strutture in equilibrio è nella scala spaziale della "cella unitaria" (unit cell) (o parametro di reticolo) in ogni specifico caso.
L'auto-assemblaggio molecolare si trova in modo estesso nei sistemi biologici e fornisce la base di un'ampia varietà di strutture biologiche complesse. Questo comprende una classe emergente di biomateriali meccanicamente superiori basati su caratteristiche microstrutturali e modelli trovati in natura. Perciò, l'auto-assemblaggio risulta essere anche una nuova strategia nella sintesi chimica e nella nanotecnologia. I cristalli molecolari, i cristalli liquidi, colloidi, micelle, emulsioni, polimeri con fase separata, pellicole sottili e monostrati auto-assemblati, tutti esempi che rappresentano tipi di strutture altamente ordinate ottenute usando queste tecniche. La caratteristica che distingue questi metodi è l'auto-organizzazione.